# Iain MacMillan
Pour les articles homonymes, voir MacMillan.
Iain MacMillan, né le 20 octobre 1938 à Dundee (Écosse) et mort le 8 mai 2006 à Carnoustie (Écosse), est un photographe écossais célèbre pour avoir immortalisé les Beatles traversant Abbey Road pour l'album de même nom (et devenu l'une des pochettes d'album les plus célèbres au monde).

## Biographie
MacMillan prit la photo de l'album Abbey Road le 8 août 1969 vers 10 heures. C'est à John Lennon que revient le choix de McMillan. Juché sur un escabeau, il prit quelques clichés durant le temps qui lui était imparti, à savoir dix minutes seulement. Le choix du cliché pour la pochette est revenu aux Beatles.
MacMillan ne retravailla qu'à trois occasions avec les anciens Beatles : d'abord avec John Lennon et Yoko Ono pour la pochette du single Happy Xmas (War Is Over) et de la photo du disque Menlove Ave.. Puis il immortalisa la parodie de la fameuse pochette pour l'album Paul Is Live de Paul McCartney. Sur cette photo, on voit McCartney traverser la célèbre rue avec son chien de race bobtail.
MacMillan est mort en Écosse des suites d'un cancer.